# Frauenfeld
Frauenfeld är en stad och kommun i distriktet Frauenfeld i kantonen Thurgau i norra Schweiz. Kommunen har 26 747 invånare (2023). Frauenfeld är huvudort i kantonen Thurgau. Staden växte upp runt slottet i Frauenfeld.
I kommunen finns förutom staden Frauenfeld även orterna Gerlikon, Horgenbach och Bühl.

## Historia
Staden omnämndes först år 1246 och grundades av greven i Kyburg och abboten på Reichenau, på abbotens mark. År 1264 kom Frauenfeld i habsburgarnas händer för att uppgå i det schweiziska edsförbundet 1460. Två eldsvådor (år 1771 och 1788) förstörde hela staden förutom det medeltida slottet. År 1803 blev Frauenfeld kantonshuvudort i Thurgau.

## Geografi
Frauenfeld ligger vid floden Murg, nära dess sammanflöde med Thur. Staden är belägen cirka 34 kilometer nordost om Zürich och cirka 39 kilometer nordväst om Sankt Gallen.
Kommunen Frauenfeld har en yta om 27,35 km². Av denna areal används 11,33 km² (41,4 %) för jordbruksändamål och 6,72 km² (24,6 %) utgörs av skogsmark. Av resten utgörs 8,76 km² (32,0 %) av bostäder och infrastruktur, medan 0,59 km² (2,2 %) är impediment.

## Demografi
Kommunen Frauenfeld har 26 747 invånare (2023). En majoritet (86,4 %) av invånarna är tyskspråkiga (2014). En italienskspråkig minoritet på 3,1 % lever i kommunen. 34,5 % är katoliker, 37,1 % är reformert kristna och 28,4 % tillhör en annan trosinriktning eller saknar en religiös tillhörighet (2014).
| Ort        | Invånare 31 dec 2021 |
| ---------- | -------------------- |
| Frauenfeld | 24 486               |
| Gerlikon   | 502                  |
| Bühl       | 66                   |
| Horgenbach | 512                  |